# The League of Gentlemen (группа)
The League of Gentlemen — музыкальная группа, созданная Робертом Фриппом в 1980 году, активность которой продолжалась с марта по декабрь этого года. Группа выпустила один студийный альбом (1981), один сборник (1985) и один концертный альбом (1996).
В 1960-е годы существовала группа с таким же названием, в которую кроме Роберта Фриппа входил Гордон Хаскелл, другой будущий участник King Crimson. В 1980 году Фрипп использовал это имя для совершенно другого коллектива. Вернувшись к полноценной музыкальной деятельности после распада King Crimson в 1974 году, он на три года покинул музыкальный бизнес. Создание The League of Gentlemen было одним из главных проявлений его возвращения. В отличие от группы середины 60-х, основанной на рок-н-ролле и ритм-энд-блюзе, новая League of Gentlemen, также образовавшаяся в Дорсете, была скорее ответвлением версии King Crimson 1973-1974 годов с её специфическими тембрами и ритмами, а также музыкальных экспериментов Фриппа конца 1970-х.

## Дискография
- The League of Gentlemen (1981, студийный)
- God Save the King (1985, сборник)
- Thrang Thrang Gozinbulx (1996, концертный)

## Состав
- Роберт Фрипп – гитара
- Sara Lee – бас-гитара
- Barry Andrews – орган
- Kevin Wilkinson – ударные
- Johnny Toobad – ударные
- Danielle Dax – вокал